# Prosopidia morosa
Prosopidia morosa är en fjärilsart som beskrevs av William Schaus 1910. Prosopidia morosa ingår i släktet Prosopidia och familjen björnspinnare. Inga underarter finns listade i Catalogue of Life.